# Richard Göhle

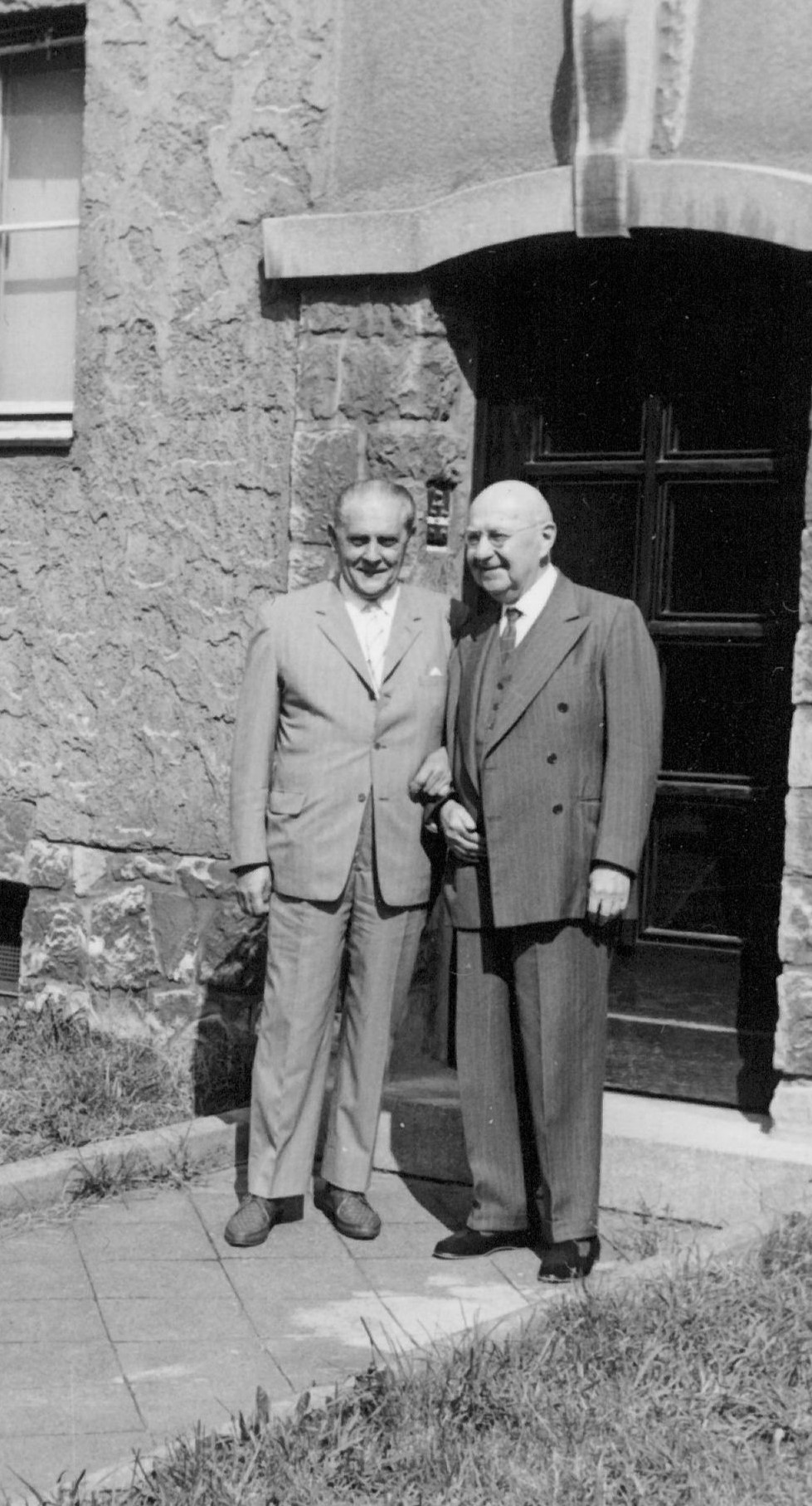
Richard Göhle (rechts) mit Bruno Henze in Taucha im Herbst 1965

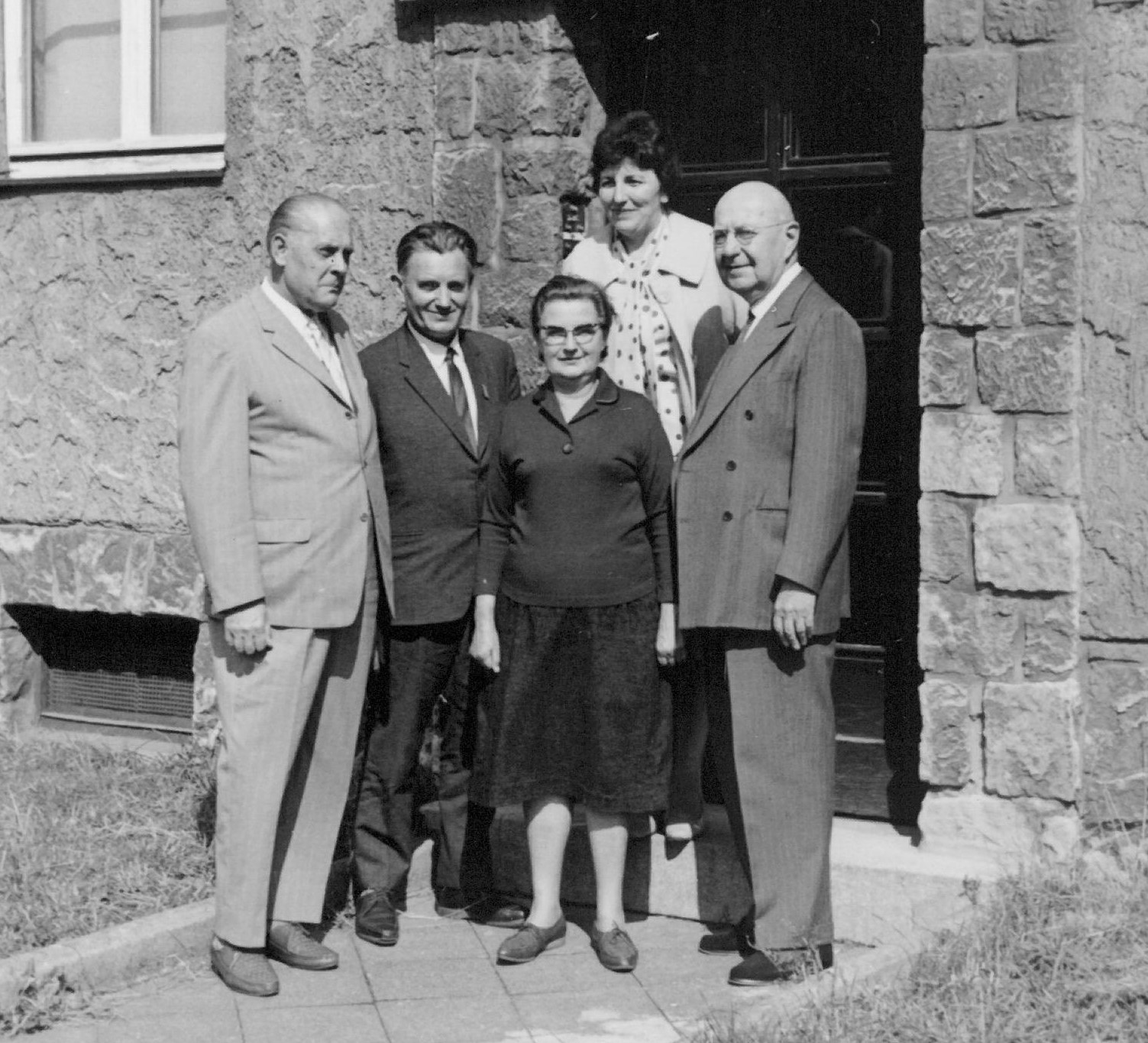
Bruno Henze, Adolf Meinel, Hulda Martha Göhle, Ingeborg Goguel, Richard Göhle (von links) in Taucha im Herbst 1965

Richard Göhle (* 26. April 1883 in Dresden; † 8. Dezember 1972 in Taucha) war ein deutscher Musikpädagoge, Chordirigent und Komponist.

## Leben und Werk
Die Eltern von Richard Göhle waren Gustav Adolf Göhle und Ida Benkert († 21. Juli 1904 in Dresden). Der Vorname des Vaters könnte darauf hinweisen, dass seine Vorfahren aus Schweden stammen, denn mehrere Könige von Schweden hießen Gustav Adolf. Zudem ist der Name Göhle in Schweden öfters anzutreffen.
Richard Göhle hat die Volksschule und das Gymnasium in Würzburg besucht sowie das Lehrerseminar in Plauen (Vogtland) absolviert. Er lernte bereits als Kind Klavier und studierte ab 1905 in Leipzig Musik bei Margarete Bruger-Drevs (Gesang), Albert Weiße (Violoncello), Otto Schäfer (Stimmbildung), Paul Losse (Gesang) und Hermann Grabner (Komposition).
Hauptberuflich wirkte Richard Göhle als Lehrer (zuletzt Oberstudienrat) für Musik an Gymnasien in Taucha und Leipzig. Nebenberuflich komponierte er viel, vor allem Chormusik. Seine Werke wurden zwischen 1907 und 1927 bei verschiedenen Verlagen veröffentlicht.
Ab 1915 war Richard Göhle Leiter des Männergesangsvereins Lyra in Taucha.
Nach 1945 komponierte er durch seine Freundschaft mit Bruno Henze mehrere Werke für Gitarre, Mandoline und Zupforchester. Seine Werke werden auch noch im 21. Jahrhundert aufgeführt, so am 10. Juni 2018 auf Schloss und Burg Allstedt.

## Privates
Richard Göhle heiratete am 20. April 1908 Hulda Martha Richter. Sie hatten die gemeinsamen Kinder Charlotte Eva (* 18. Oktober 1909) und Sigfrid (* 10. Dezember 1912). Die Familie wohnte in Taucha zuerst in der Bahnhofstr. 11, später ganz oben unter dem Dach in der Ferdinand-Lassalle-Str. 29. Sein Sohn Sigfrid Göhle studierte Zahnmedizin und promovierte 1938 in Leipzig „Zur Histologie der Zähne und Kieferknochen bei experimenteller Fluornatriumvergiftung“.

## Werke (Auswahl)

### Werke mit Opuszahl
- Herbst (All die duftig zarten Blumen) für gemischten Chor, op. 1 (Worte: Zetzsche), Verlag Ernst Vetter, Leipzig 1915
- Zu Bethlehem geboren (altes Weihnachtslied in neuer Weise) für gemischten Chor, op. 2, Verlag Ernst Vetter, Leipzig 1915
- Himmelfahrt (Wohin, wohin ihr Blumen?) für gemischten Chor, op. 3 (Worte: Max von Schenkendorf), Verlag Hug & Co., Leipzig 1919
- Neue deutsche Kriegslieder für Männerchor (1. Sie wollen dich fesseln, du deutscher Aar), op. 5, Verlag Vetter, Leipzig 1915
- Deutsche Lieder für dreistimmigen Jugendchor und zum Gebrauch bei Schulfeiern: 1. Soldatenlied (Ihr deutschen Soldaten), 2. Deutsche Eiche im Sturm (Verheerend braust von Ost nach West), 3. Siegeszuversicht (O, Vaterland, du prangst mit heil‘gen Siegen), Nr. 4 Ein Kampflied (Die Erde dröhnt von Wettern schwer), Nr. 5 Jungdeutschlands Wanderlied (Wo die blauen Berge leuchten), Verlag Vetter, op. 6, Leipzig 1915
- Jungdeutschlands Wanderlied (Wo die blauen Berge leuchten, Worte: Otto Promber) für Frauenchor, op. 6 Nr. 5, Verlag C. F. W. Siegel, Leipzig 1922
- Trauungsgesang (Wo du hingehst) für eine Singstimme oder dreistimmigen Frauen- oder Kinderchor, op. 6, Verlag Vetter, Leipzig 1920
- O du Christnachtsfest für 1 oder 2 Singstimmen oder für zweistimmigen Frauen- oder Kinderchor mit Klavier (oder Orgel), op. 7 (Worte: Carl Stangen), Verlag C. F. W. Siegel, Leipzig 1916
- Ostersonne! Steige empor für gemischten Chor (Soli ad lib.) mit Violine (oder Violinenchor) und Orgel, op. 8 (Worte: Jeanette Bramer), Verlag C. F. W. Siegel, Leipzig 1916
- Lieder für Männerchore: 1. Weißt du noch? Sonnenglanz (Worte: Johann Gotthelf Lindner), 2. Wenn die Linden duften (Worte: Anna Zachariae), op. 19, Verlag Oskar Günther, Dresden 1927
- Junger Sommer für fünfstimmigen gemischten Chor, op. 20 (Worte: Thusnelda Wolff-Kettner), Verlag Oskar Günther, Dresden
- Fünf Lieder für Gesang und Klavier, op. 21, bearbeitet von Bruno Henze für Mezzosopran und Gitarre: 1. Wanderlied, 2. Schlummerlied, 3. Das Geheimnis, 4. Mädchenlied, 5. Regenlied (Worte: Max Geißler), Manuskript
- Der Müller Hans, Singspiel in 2 Aufzügen, op. 22 (erdacht von Walter Nestler), Verlag Arwed Strauch, Leipzig 1920
- Trüber Tag: Du trauerst Seele für Männerchor, op. 23 (Worte: Josefine Moos), Verlag C. F. W. Siegel, Leipzig 1921
- Zur Weihnachtszeit für dreistimmigen Frauenchor: 1. Vorweihnacht (Es geht eine heimliche Süße, Worte: Josefine Moos), 2. Christrosen (Christrosen blühn! Kennst du die fromme Sage, Worte: Tony Püschmann), op. 24, Verlag C. F. W. Siegel, Leipzig 1922
- Der Jungbrunnen, Singspiel (erdacht von Walter Nestler). op. 25, Manuskript
- Das deutsche Lied. Frischauf! Ihr Sangesbrüder! für Männerchor, op. 26, Verlag C. F. W. Siegel, Leipzig 1922
- Ausklang für gemischten Chor mit Klavier und obligater Violine, op. 27 (Worte: Mayr), Manuskript
- Von Sieben die Häßlichste, Lustspiel mit Musik in 3 Aufzügen, op. 31 (erdacht von Louis Angely), für die Volksbühne bearbeitet von Ernst Heinrich Bethge, Verlag Arwed Strauch, Leipzig 1925
- Spielmannsweisen für Männerchor im Volkston, op. 33 (Worte: Langer), Manuskript
- Der Glockengießer, Singspiel (erdacht von Walter Nestler). op. 34, Manuskript
- Invention g-Moll für Melodieinstrument und Gitarre, op. 34 Nr. 1,  in: Das Gitarrespiel, Heft 15a, S. 6, Hrsg. Bruno Henze, Friedrich Hofmeister Musikverlag, T 4017, Leipzig 1964
- In dir für gemischten Chor, op. 35 (Worte: Langer), Manuskript
- Suite für Sopranblockflöte und Zupforchester, op. 38, Thüringer Volksverlag, Nr. 1080, Weimar 1952

### Werke ohne Opuszahl
- Fünf kleine Stimmungsbilder für Klavier (Erinnerung, Elegie, Lied ohne Worte, Harfengruß, Weihnachtsgruß), Verlag Josef Seiling, München 1907
- Lieder für eine Singstimme und Klavier. Heft 1:  1. Teichrose (Teichrose wiegt sich träumend), 2. Abend am Burgteich (Es flüstert Well‘ mit Well‘), 3. Abendfeier (Auf hohem Berge stand allein), 4. Sanct Michaelstag (Es zauberte alte Bilder mir vor). Selbstverlag, Leipzig 1907. Heft 2:  5. Himmelsschlüssel (Sieh‘ diesen Strauß von Himmelsschlüsseln), 6. Mutterseelenallein (Huscht ein Seelchen durch die Straßen), 7. Reiterlied (In Busch und Wald das Hifthorn schallt). Selbstverlag, Leipzig 1907.
- Dämmerung für Gesang und Klavier (Worte: L. Rafael/Hedwig Kiesekamp), bearbeitet von Bruno Henze für Gesang und Gitarre, Manuskript
- Scherzliedlichen für Gesang und Klavier (Worte: Georg Martell), Manuskript
- Lebensmut für Gesang und Klavier (Worte: Hans Hoffmann), Manuskript
- Kleine Serenade für Mandoline (oder Violine) und Gitarre, Manuskript
- Suite in C-Dur für zwei Blockflöten und Zupforchester, Manuskript (gesendet im Berliner Rundfunk am 24. November 1957)
- Elf Fugen für Orgel und Streichinstrumente
- Improvisationen über das deutsche Volkslied „Ein Jäger aus Kurpfalz“ für Sopran, Bariton, Blockflöte und Gitarrenensemble, redigiert von Bruno Henze, Manuskript
- Suite in C-Dur (1958) für Terz-, Prim- und Quintbassgitarre, redigiert von Bruno Henze, hrsg. von Rainer Stelle, Joachim-Trekel-Musikverlag, T 5259, Hamburg 2023, ISMN 979-0-01614847-6 (Suche im DNB-Portal).

### Bearbeitungen
- Muzio Clementi: Sonatine in C-Dur, op. 36 Nr. 3, bearbeitet für Zupfquintett oder Kammerzupforchester, Friedrich Hofmeister Musikverlag, H 490, Leipzig 1955